# Pryworottia (obwód żytomierski)
Pryworottia (ukr. Привороття) – wieś na Ukrainie, w obwodzie żytomierskim, w rejonie żytomierskim, w hromadzie Brusyliw. W 2001 liczyła 803 mieszkańców.